# Lesní potok (přítok Řečice)
Lesní potok je menší vodní tok v Křemešnické vrchovině, pravostranný přítok Řečice v okrese Jindřichův Hradec v Jihočeském kraji. Délka toku je menší než jeden kilometr.

## Průběh toku
Potok pramení jihovýchodně od Mostečného, části Pluhova Žďáru, v nadmořské výšce 544 metrů a teče jihozápadním směrem. Jak vypovídá název, celý tok probíhá lesním porostem. Lesní potok se zprava vlévá do Řečice v nadmořské výšce 512 metrů.